# 沱沱河
沱沱河（だだが、Tuotuo、簡体字: 沱沱河, 拼音: Tuótuó hé）、もしくはトト河は、中国を流れる長江の源流とされている川。チベット高原の北東部、青海省内を通っている。モンゴル語でウラン・ムレン河（Ulaan Mörön、赤い川）ともいう。
タンラ山脈（唐古拉山脈）の主峰のゴラタントン山（各拉丹冬山、6,621メートル）の西南側にあるチャンゲンデイル氷河（姜根迪如氷河）を水源とする。水源地の海抜は5,500メートルに達する。付近には海抜6,000メートルを超える高山が二十余座あり、5,800メートル以上は万年雪になっている。

## 通天河、金沙江、長江

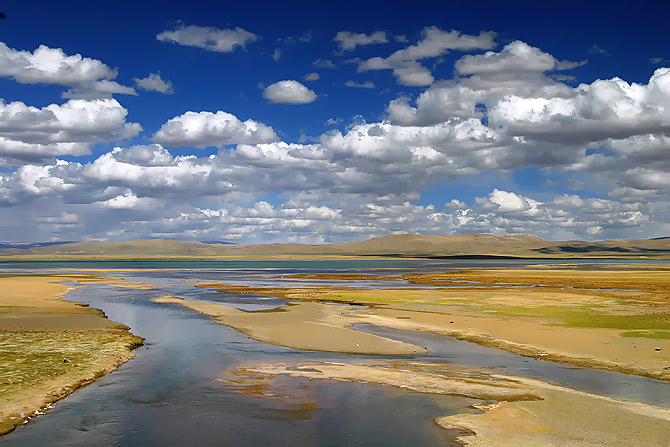
青海省を流れる沱沱河

沱沱河は氷河を出た後、タンラ山脈北の青海省側へ向かい、東に曲がって青海省南部の高原地帯の峡谷を流れて次第に川幅を増す。途中で青蔵公路と青蔵鉄道が沱沱河を渡っている。長江のもう二つの源流、当曲（ダムチュ）と楚瑪爾河（チュマル）をあわせて「通天河」（長江上流の名称）となる。通天河は当曲の合流地点から玉樹チベット族自治州の巴塘河口までの813キロメートルであり、チベット高原を曲がりくねりながら流れ、巴塘河口で「金沙江」となる。
金沙江は巴塘河口から、青海省・雲南省・四川省の高山地帯と三江併流を経て、四川省宜賓市の岷江合流点に至る2,308キロメートルであり、岷江合流後に長江と名を変える。
長江の源流については長年考察が加えられてきたが、明代に地理学者の徐霞客が金沙江を源流とする論考を残し、さらに清代には通天河の存在も知られるようになった。1956年と1977年の長江源流域調査により、沱沱河が長江の源流と定められた。